# Fawlty Towers
Fawlty Towers (deutsche Alternativtitel: Fawltys Hotel, Zimmer frei, Ein verrücktes Hotel oder Das verrückte Hotel – Fawlty Towers) ist eine britische Sitcom-Fernsehserie aus den 1970er Jahren, die von John Cleese und seiner damaligen Ehefrau Connie Booth entwickelt wurde. Sie zählt zu den Klassikern der Britcom, erreichte Platz 1 der BFI TV 100 und wird wegen ihrer großen Beliebtheit regelmäßig wiederholt.
John Cleese spielt darin den cholerischen und misanthropischen Besitzer eines kleinen englischen Hotels, Basil Fawlty. Dieser steht vollkommen unter dem Pantoffel seiner resoluten Frau Sybil (Prunella Scales), lässt seinen Hass auf das Leben an Mitarbeitern und Gästen aus und scheitert mit jedem seiner Vorhaben grandios, wofür er stets lautstark anderen die Schuld gibt, selbst Gegenständen wie seinem Auto.
Unter der Regie von John Howard Davies und Bob Spiers entstanden zwei Staffeln mit insgesamt zwölf Folgen. Sie wurden vom 19. September bis 24. Oktober 1975 (Folgen 1–6) und vom 19. Februar bis 25. Oktober 1979 (Folgen 7–12) auf BBC Two ausgestrahlt. Anschließend wurde die Serie eingestellt.

## Hintergrund
Während der Außenaufnahmen für eine Folge von Monty Python’s Flying Circus in Torquay im Mai 1971 war die gleichnamige Komikergruppe im Gleneagles Hotel untergebracht, das von einem gewissen Donald Sinclair betrieben wurde. Sinclair wird von Cleese als „der unflätigste Mensch, der mir je über den Weg gelaufen ist“ beschrieben und lieferte ihm die Grundidee zu Fawlty Towers.
Beispielsweise mokierte sich Sinclair über Terry Gilliam. Den Tischsitten in dessen Geburtsland USA entsprechend, zerteilte er das Fleisch zunächst vollständig auf dem Teller, um es dann mit der Gabel ohne Zuhilfenahme des Messers zu essen. Der Hotelier kommentierte dies mit dem Ausspruch: „We don’t eat like this in this country!“ („So essen wir hierzulande nicht!“)
Eric Idle vergaß einmal seine Aktentasche im Eingangsbereich des Hotels und fragte Sinclair nach seiner Rückkehr nach deren Verbleib. Der Hotelier erklärte ihm, er habe sie über die Gartenmauer geworfen, da er darin wegen jüngster Probleme mit seinen Mitarbeitern eine Bombe vermutet hatte. In Idles Tasche hatte sich ein tickender Wecker befunden.
Michael Palin holte sich eine grobe Abfuhr, als er Sinclair einmal bat, ihn um 6:45 Uhr telefonisch zu wecken. Ein anderes Mal warf Sinclair einem seiner Gäste, der ihn nach den Busabfahrtszeiten gefragt hatte, den hoteleigenen Fahrplan hinterher.
Alle bis auf John Cleese und seine Frau Connie Booth zogen bald in das wesentlich gastfreundlichere Imperial Hotel um. Die beiden blieben, um den „garstigsten Hotelier der Welt“ zu studieren.

## Realisierung
Als Cleese nach drei Jahren die Monty-Python-Gruppe verließ, war die BBC sehr an einer Serie mit ihm interessiert. Cleese schlug dem damaligen Unterhaltungschef Jimmy Gilbert eine Reihe für sich und seine Frau vor, und so entstand Fawlty Towers.
Cleese schrieb zunächst die Dialoge der männlichen Darsteller und Booth die der Frauen. Im Laufe der Zeit arbeiteten die beiden immer besser zusammen und schrieben später alle Gespräche gemeinsam. Diese Entwicklung zeigt sich auch in der Serie, in der die Dialoge zunehmend flüssiger und besser aufeinander abgestimmt wirken.
Die Innenaufnahmen entstanden in den BBC-Studios, während für die Außenaufnahmen der Wooburn Green Country Club in Bourne End, Buckinghamshire, genutzt wurde. Das Gebäude wurde Jahre später abgerissen, nachdem es im März 1991 durch ein Feuer zerstört worden war.
Die Serie errang 1975 den British Academy Award als beste Comedyserie. 1976 erhielt Cleese für Fawlty Towers den Programme Award der Royal Television Society.
Bis 1978 wurde die Serie an 45 Fernsehsender in 17 Ländern verkauft.

## Figuren

### Basil Fawlty
Basil ist Mitte 40, Besitzer und (offiziell) Geschäftsführer des Hotels. Er wird von John Cleese gespielt. In der Leitung eines Hotels sieht er seinen Weg, in höhere gesellschaftliche Schichten aufzusteigen, doch er scheitert immer wieder daran, dass er die meisten Menschen verabscheut, sie das auch deutlich spüren lässt und sich damit selbst permanent im Wege steht. Basil wird von seiner Frau Sybil dominiert, gegen die er zwar immer wieder aufbegehrt, aber letztlich nachgibt. Seinen Frust lässt er an Gästen und Personal aus, womit er mitunter ein heilloses Chaos anrichtet. Oft hat er den Verdacht, von Gästen hintergangen zu werden, und spioniert ihnen mit absurdesten Methoden nach, was ihn ein ums andere Mal in peinliche Situationen bringt, aus denen ihn die anderen herausholen müssen.

### Sybil Fawlty
Sybil ist Basils Frau und die eigentliche Leiterin des Hotels. Sie wird von Prunella Scales gespielt. Sybil begegnet Gästen mit professioneller Freundlichkeit, neigt aber dazu, sich festzuquatschen, um sich vor wirklicher Arbeit zu drücken. Das gilt auch für stundenlange Telefonate mit Audrey, ihrer besten Freundin. Ihren Mann verachtet sie insgeheim, da sie seine Spielchen durchschaut, und schießt auf seine ätzenden Bemerkungen mit gleichem Sarkasmus zurück. Der einzige Grund dafür, dass sie sich nicht von ihm trennt, scheint ihre Position in seinem Hotel zu sein. Sybil achtet sehr auf ihr Äußeres und fällt besonders durch ihre turmhohen Frisuren auf. Ein weiteres Markenzeichen ist ihr lautes meckernd-schlürfendes Lachen, das Basil in den Wahnsinn treiben kann.

### Polly Sherman
Polly ist Kunststudentin und arbeitet in Teilzeit als Kellnerin im Hotel. Sie wird von Cleeses damaliger Ehefrau Connie Booth dargestellt. Polly ist selbstbewusst, behält auch in hektischen Situationen die Ruhe und steckt Basils Spötteleien mit kühlen Antworten weg (Basil: „Wofür bezahlen wir dich?“ – Polly: „Dafür, dass ich’s hier aushalte?“). Gästen gegenüber ist sie freundlich, kann aber auf Unverschämtheiten auch sehr spitz reagieren. Oft gelingt es ihren blitzschnellen Reaktionen, zwischen Basils Fettnäpfchen-Aktionen, dem dadurch überforderten Personal und ungeduldigen Gästen zu vermitteln.

### Manuel
Manuel ist der spanische Kellner, dargestellt von Andrew Sachs. Er spricht nur gebrochen Englisch und versteht vor allem wiederholt englische Redewendungen falsch, womit er auch peinliche Situationen erzeugt. Er ist eifrig bemüht, seine Englischkenntnisse und seine Kellnerfähigkeiten zu verbessern, scheitert aber an seiner ausgesprochenen Tollpatschigkeit. Mit seiner naiv-gutmütigen Art ist er Basils Attacken, der ihn als kompletten Idioten betrachtet, praktisch wehrlos ausgesetzt, was dieser auch weidlich ausnutzt, worauf Polly immer wieder Partei für Manuel ergreift.

### Terry
Terry ist in der zweiten Staffel Chefkoch des Hotels und wird von Brian Hall dargestellt. Terry ist schlau, kultiviert und ein talentierter Koch, der sein Handwerk auf einer Hotelfachschule gelernt hat. Er hat aber Angewohnheiten, die Basil zur Weißglut treiben: Selbst in brenzligsten Situationen bleibt er gelassen und sorglos, er achtet weder auf Haltbarkeitszeiten seiner Vorräte noch auf den hygienischen Zustand der Küche. Die letzten zwei Punkte führen in der Episode „Basil the Rat“ zu einer langen Mängelliste des Gesundheitsamtes, die Terry mit der jovialen Bemerkung „je besser eine Küche, desto verdreckter ist sie“ beiseite wischt. Terry hasst es, wenn andere Menschen in seiner Küche kochen; mit Manuel, mit dem er sonst freundlich umgeht, kommt es deshalb sogar einmal zu einer Schlägerei.

### Dauergäste
Major Gowen
„The Major“ ist der einzige Mensch, dem Basil mit Wertschätzung begegnet, da er als Offizier gesellschaftlich über ihm steht. Er wird von Ballard Berkeley dargestellt. Der ehemalige Offizier verbringt seinen Lebensabend im Hotel. Seinem Stand entsprechend redet er Basil nur mit Nachnamen „Fawlty“ an, ohne „Mister“. Seine beginnende Senilität zeigt sich in einer deutlichen Zerstreutheit; anvertrautes Geld findet er schon im nächsten Moment nicht mehr wieder. Wenn Basil das gelegentlich ausnutzt, scheint er es gar nicht zu bemerken.
Miss Tibbs und Miss Gatsby
Zwei alte, offenbar sehr wohlhabende Jungfern, die immer gemeinsam auftreten und auch immer dasselbe sagen. Sie betrachten mehr oder weniger alle Männer als ihre zu bemutternden Schützlinge, vor allem den Major, um den sie sich schnell Sorgen machen.

## Die erste Staffel
| Epi- sode | BBC-Erst- ausstrahlung | Titel                | Titel                   | Titel                  | Titel                |
| Epi- sode | BBC-Erst- ausstrahlung | Original (BBC)       | DFF                     | RTL                    | Sat.1                |
| --------- | ---------------------- | -------------------- | ----------------------- | ---------------------- | -------------------- |
| 01        | 19. Sep. 1975          | A Touch of Class     | Ein Hauch von Adel      | Die besseren Kreise    | Ein Hauch von Klasse |
| 02        | 26. Sep. 1975          | The Builders         | Die verschwundene Tür   | Handwerker             | Baumaßnahmen         |
| 03        | 03. Okt. 1975          | The Wedding Party    | Unmoral                 | Die gute Moral         | Die Hochzeitsfeier   |
| 04        | 10. Okt. 1975          | The Hotel Inspectors | Basils beste Seite      | Hotelinspektion        | Die Hotel-Tester     |
| 05        | 17. Okt. 1975          | Gourmet Night        | Ein Feinschmecker-Abend | Feinschmecker-Paradies | Gourmet-Abend        |
| 06        | 24. Okt. 1975          | The Germans          | —                       | Die Deutschen kommen!  | Die Deutschen        |

Die erste Folge A Touch of Class wurde auf BBC2 am Freitag, dem 19. September 1975 um 21 Uhr ausgestrahlt. Die ersten Reaktionen von Presse und Zuschauern waren durchwachsen, von der heutigen Begeisterung für die Serie war noch nichts zu spüren. Während der Erstausstrahlung schaffte es keine Folge in die Top Ten der Einschaltquoten. Allerdings nahm die Beliebtheit der Serie von Folge zu Folge stark zu. Zum Ende der ersten Staffel waren die Zuschauer regelrecht begeistert. Dies führte bei der BBC zu der Entscheidung, die sechs Folgen sogleich nochmals auszustrahlen. Die zweite Ausstrahlung erzielte höhere Einschaltquoten als die erste, ein Phänomen, welches auch etwa von der Fernsehserie Raumschiff Enterprise bekannt ist, deren Erstausstrahlung ein Flop war.
Die wohl bekannteste Episode ist The Germans, die sich satirisch mit der Neigung vieler Briten auseinandersetzt, mit Deutschland vor allem das Dritte Reich und den Zweiten Weltkrieg in Verbindung zu bringen. Das Hotel erwartet eine deutsche Besuchergruppe, während Sybil im Krankenhaus liegt und Basil das Hotel allein zu leiten versucht, was schon vor der Ankunft der Gäste ins Chaos führt. Der Running Gag dieser Folge besteht darin, dass Basil wiederholt seinen Mitarbeitern einschärft, den deutschen Gästen gegenüber bloß nicht den Krieg zu erwähnen, während ihm selbst im Gespräch mit den Deutschen ständig Versprecher unterlaufen, die auf die Zeit des Nationalsozialismus anspielen. Basils Mahnung „Don’t mention the war!“ ist seither zum geflügelten Wort geworden. Es wurde u. a. von der deutschen Botschaft in London im Rahmen einer Essay-Competition unter Mitwirkung von John Cleese anlässlich der Fußball-Weltmeisterschaft 2006 aufgegriffen. Ein Buch über die deutsch-britischen Beziehungen trägt diesen Titel. Während des WM-Turniers 2010 wandelte das britische Boulevardblatt The Sun den Satz zu „Don't mention the four!“ ab, in Anspielung auf die vier Gegentore Englands im Achtelfinalspiel gegen Deutschland.
Die Folge wurde im Juni 2020 im Zuge der Proteste nach dem Tod von George Floyd nach Rassismusvorwürfen vorläufig aus dem Streamingangebot der BBC-Tochter UKTV genommen.

## Die zweite Staffel
| Epi- sode | BBC-Erst- ausstrahlung | Titel                     | Titel                              | Titel              | Titel                         |
| Epi- sode | BBC-Erst- ausstrahlung | Original (BBC)            | DFF                                | RTL                | Sat.1                         |
| --------- | ---------------------- | ------------------------- | ---------------------------------- | ------------------ | ----------------------------- |
| 07        | 19. Feb. 1979          | Communication Problems    | Kleine Mißverständnisse            | Ein Dieb geht um!  | Kommunikationsprobleme        |
| 08        | 26. Feb. 1979          | The Psychiatrist          | Studienmaterial für den Psychiater | Basil geht fremd!? | Der Psychiater                |
| 09        | 05. Mrz. 1979          | Waldorf Salad             | Der Waldorfsalat                   | Die Amerikaner     | Waldorfsalat                  |
| 10        | 12. Mrz. 1979          | The Kipper and the Corpse | Wohin mit der Leiche?              | Ein Toter im Hotel | Räucherhering und eine Leiche |
| 11        | 26. Mrz. 1979          | The Anniversary           | Die fremde Frau im Bett            | Hochzeitstag       | Der Hochzeitstag              |
| 12        | 24. Okt. 1979          | Basil the Rat             | —                                  | Die Ratten         | Basil, die Ratte              |

Die BBC und auch die Öffentlichkeit drängten Cleese und Booth, eine zweite Staffel zu drehen. Die beiden arbeiteten hart daran, die Atmosphäre und das Besondere der ersten Staffel zu erhalten, obwohl währenddessen ihre Ehe in die Brüche ging. Es dauerte vier Jahre, die zweite Staffel auf die Schirme zu bringen: Am 19. Februar 1979 wurde die erste Folge auf BBC2 ausgestrahlt.
Aufgrund eines Streiks der BBC-Belegschaft wurde die letzte Folge der zweiten Staffel erst ein halbes Jahr nach der fünften erstausgestrahlt. Da zu diesem Zeitpunkt die Mitarbeiter des Konkurrenzsenders ITV ebenfalls streikten, konnte diese Folge einen Quotenrekord verbuchen.

## Sonstiges
- Jede Episode, mit Ausnahme von Folge 6 The Germans, beginnt mit einer Kameraeinstellung auf einen Wegweiser mit der Aufschrift FAWLTY TOWERS vor dem Gebäude. Die Buchstaben darauf führen jedoch ein Eigenleben: Schon in der ersten Folge löst sich das letzte „S“, in Folge 2 fehlt es ganz und das „L“ hängt schief, in Folge 3 ist auch das „L“ verschwunden und in Folge 4 auch das „W“ im zweiten Wort, so dass nur noch FAW TY TO ER zu lesen ist. Ab der fünften Folge sind die Buchstaben neu angeordnet und bilden jeweils kuriose Beinahe-Anagramme des Hotelnamens mit abstoßenden Bedeutungen. So steht dort Warty Towels („warzige Handtücher“, Folge 5), Watery Fowls („wässrige Hühner“, Folge 8 – hier sieht man den Zeitungsjungen beim Anbringen der Buchstaben), Flay Otters („Ottern das Fell abziehen“, Folge 9), Fatty Owls („fettige Eulen“, Folge 10), Flowery Twats („blumige Trottel“, Folge 11) oder Farty Towels („befurzte Handtücher“, Folge 12). In Folge 7 sieht das Schild aus wie in Folge 2.
- Der Name Fawlty wird genauso ausgesprochen wie das englische Eigenschaftswort faulty (dt.: fehlerhaft, gestört, defekt); dies wird in Folge 7 in einem Dialog aufgegriffen, wo die schwerhörige Mrs. Richards den Namen erst als „forty“ (vierzig) versteht und auf erneute Erwähnung nachfragt: „Faulty? What’s wrong with him?“ (Was stimmt mit ihm nicht?)
- Die Namen der beiden Hauptpersonen (Basil und Sybil) erinnern an die Figuren des Malers Basil Hallward und der jungen Schauspielerin Sibyl Vane aus dem Roman Das Bildnis des Dorian Gray von Oscar Wilde.

## Ausstrahlung in Deutschland
In der Bundesrepublik waren die ersten fünf Episoden der Serie zwischen Februar und Juni 1978 im Westdeutschen Fernsehen zu sehen – nicht synchronisiert, sondern im englischen Original mit deutschen Untertiteln. Die komplette – und nach wie vor unsynchronisierte – Serie wurde gegen Ende der 1980er Jahre im Vorabendprogramm der ARD wiederholt.
Erst das Fernsehen der DDR strahlte von Mai bis Juli 1987 zehn synchronisierte Episoden (1–5 und 7–11) aus. Im Privatfernsehen waren alle zwölf Folgen ab 1990 auf RTL und ab 1996 auf Sat.1 synchronisiert zu sehen. Jeder Sender gab eine neue Synchronfassung in Auftrag; auch die Episodentitel variieren.
Ab 16. April 2016 wiederholte ARD-Alpha die Serie im Original ohne Untertitel.
In August 2017 wiederholte ARTE im Rahmen von "Summer of Fish 'n' Chips" alle Folgen mit deutschem Untertitel.

## Besetzung und Synchronisation
Die DFF-Synchronisation entstand im Synchronstudio des Fernsehens der DDR, die Sat.1-Synchronisation entstand bei Rainer Brandt Filmproduktion in Berlin.
| Schauspieler     | Rolle          | Synchronsprecher    | Synchronsprecher        |
| Schauspieler     | Rolle          | DFF (1987)          | Sat.1 (1996)            |
| ---------------- | -------------- | ------------------- | ----------------------- |
| John Cleese      | Basil Fawlty   | Joachim Siebenschuh | Thomas Danneberg        |
| Prunella Scales  | Sybil Fawlty   | Gisela Büttner      | Margot Rothweiler       |
| Andrew Sachs     | Manuel         | Michael Pan         | Michael Pan             |
| Connie Booth     | Polly Sherman  |                     | Judith Brandt           |
| Ballard Berkeley | Major Gowen    |                     | Friedrich W. Bauschulte |
| Gilly Flower     | Miss Tibbs     |                     | Gisela Fritsch          |
| Renee Roberts    | Miss Gatsby    |                     | Luise Lunow             |
| Bernard Cribbins | Mr. Hutchinson |                     | Jochen Schröder         |
| Joan Sanderson   | Mrs. Richards  |                     | Tilly Lauenstein        |
| Geoffrey Palmer  | Dr. Price      |                     | Joachim Pukaß           |
| Brian Hall       | Terry          |                     |                         |

## Deutsches Remake
Im Jahr 2001 produzierte RTL den Pilotfilm für eine deutsche Fassung von Fawlty Towers unter dem Namen Zum letzten Kliff. Jochen Busse übernahm die Rolle des Hotelbesitzers, während seine Ehefrau von Claudia Rieschel gespielt wurde. Die Handlung wurde auf die Insel Sylt verlegt, doch inhaltlich lehnte man sich stark an die erste Folge von Fawlty Towers A Touch of Class an. Die geplante Serie, die sich an den Pilotfilm anschließen sollte, wurde nicht verwirklicht. John Cleese fungierte bei dieser Adaption als Creative Consultant. Gedreht wurde im Studio in Köln.